# Vjeran Simunić
Vjeran Simunić (Split, 26. travnja 1953.) hrvatski je nogometni trener i bivši vratar. Trenutačno je trener Gradića.
Preuzimanjem Gradića, Simunić je preuzeo 44. klub u svojoj karijeri, točnije 44. put je vodio neki klub. ↓1
Nekoliko godina radio je u Aziji, a 2017. se vratio u Hrvatsku.
3. listopada 2019. postao je trener Zagore iz Unešića. Unešićku Zagoru vodio je do 24. kolovoza 2020. godine. Novi angažman našao je u trećeligašu Vodicama.